# Instytut Pamięci Narodowej
Instytut Pamięci Narodowej – Komisja Ścigania Zbrodni przeciwko Narodowi Polskiemu (IPN) – państwowa jednostka organizacyjna niemająca osobowości prawnej obejmująca organy i struktury o zadaniach badawczych, edukacyjnych, ochrony dziedzictwa narodowego (archiwalnych, muzealnych i bibliotecznych), śledczych, lustracyjnych, poszukiwawczych, kommemoratywnych i wydawniczych.
Instytut został powołany 19 stycznia 1999 na mocy ustawy z 18 grudnia 1998 o Instytucie Pamięci Narodowej – Komisji Ścigania Zbrodni przeciwko Narodowi Polskiemu, choć historia jego pionu śledczego korzeniami sięga powołanej w 1945 roku Głównej Komisji Badania Zbrodni Niemieckich w Polsce (od 1984 pod nazwą Główna Komisja Badania Zbrodni Hitlerowskich w Polsce – Instytut Pamięci Narodowej).

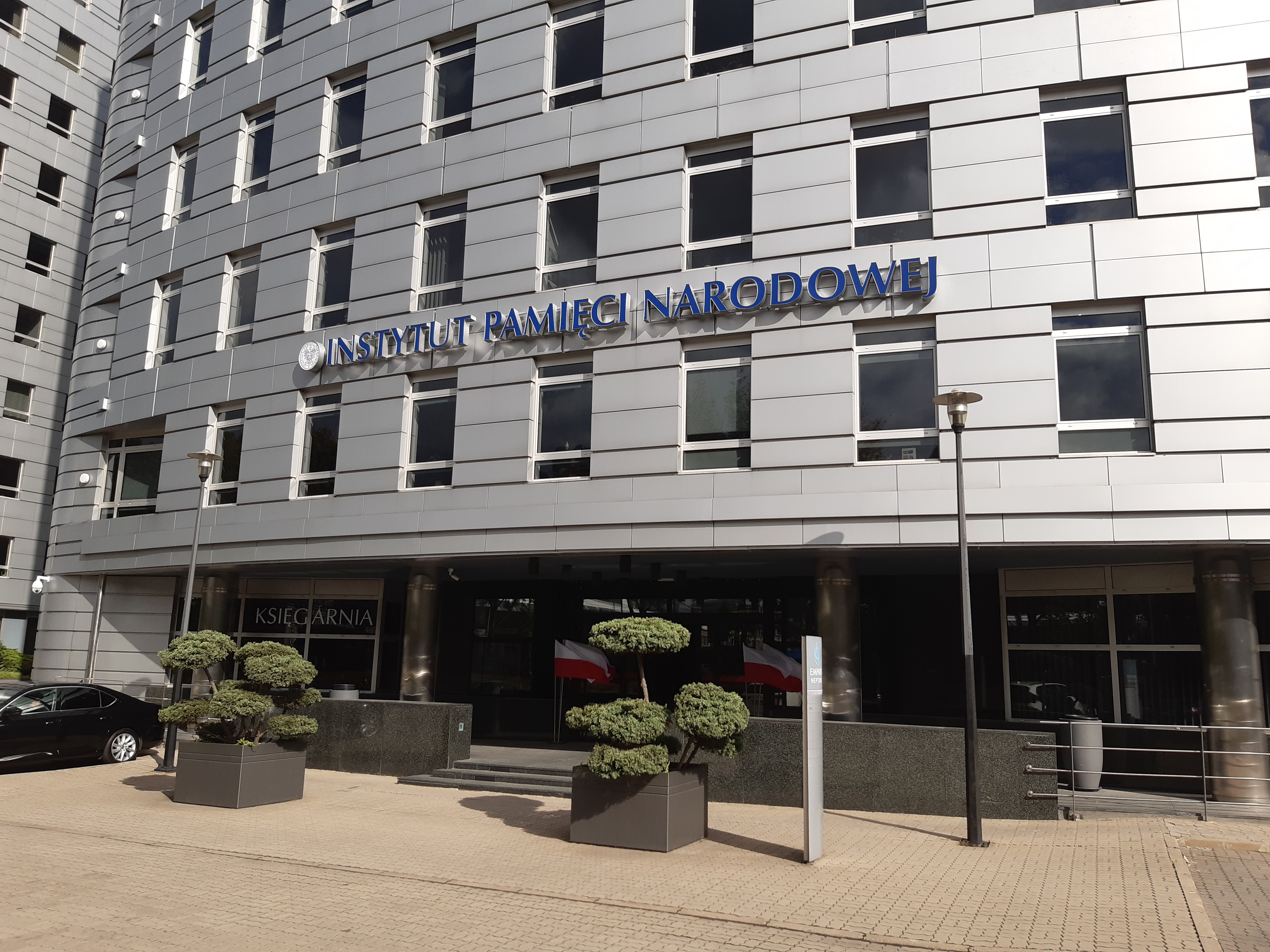
Wejście do Instytutu Pamięci Narodowej, ul. J. Kurtyki 1

## Zadania i główne kierunki działalności
Do zadań Instytutu Pamięci Narodowej należy:
- gromadzenie i zarządzanie dokumentami organów bezpieczeństwa państwa, sporządzonymi od 22 lipca 1944 r. do 31 lipca 1990 r.,
- ściganie zbrodni nazistowskich i komunistycznych,
- prowadzenie działalności edukacyjnej,
- poszukiwanie miejsc spoczynku osób poległych w walkach o niepodległość i zjednoczenie Państwa Polskiego,
- wydawanie opinii w zakresie tego, czy nazwy budowli, obiektów i urządzeń użyteczności publicznej symbolizują bądź propagują komunizm lub inny ustrój totalitarny[3].
- lustracja osób pełniących funkcje publiczne.

Przedmiotem badań Instytutu są m.in.:
- zbrodnie dokonane przez aparat cywilny i militarny III Rzeszy na ziemiach okupowanej Polski, deportacje do obozów koncentracyjnych,
- deportacje żołnierzy Armii Krajowej i innych formacji niepodległościowych oraz mieszkańców Kresów Wschodnich II Rzeczypospolitej w głąb Związku Radzieckiego,
- pacyfikacja ziem polskich między Wisłą a Bugiem w latach 1944–1947 przez jednostki Ludowego Komisariatu Spraw Wewnętrznych Związku Radzieckiego (NKWD).

Zgodnie z art. 24 ust. 4 ustawy Prezes IPN przedstawia raz w roku Sejmowi oraz Senatowi informacje o wynikach działalności Instytutu, która jednak w części dotyczącej bezpieczeństwa lub obronności państwa może zostać utajniona. Sprawozdanie jest publikowane na stronach obu izb w postaci druku sejmowego (senackiego).

## Kierownictwo

### Prezesi Instytutu
Instytutem Pamięci Narodowej kieruje Prezes Instytutu Pamięci Narodowej. W pierwotnym stanie prawnym był wybierany na wniosek Kolegium Instytutu Pamięci Narodowej przez Sejm za zgodą Senatu na pięcioletnią kadencję. Do wyboru Prezesa Instytutu przez Sejm niezbędna była większość kwalifikowana, która w tym wypadku wynosiła 3/5. Zgoda Senatu wyrażana była bezwzględną większością głosów. Był to jedyny przypadek w polskim prawodawstwie przewidujący wybór wysokiego urzędnika państwowego większością kwalifikowaną. Natomiast w stanie prawnym do 15 czerwca 2016 r., zgodnie z przyjętą przez Sejm w dniu 29 kwietnia 2010 (podpis Marszałka Sejmu pod ustawą) nowelizacją ustawy, Prezes Instytutu Pamięci Narodowej nadal wybierany był przez Sejm za zgodą Senatu, ale już bezwzględną większością głosów, a nie kwalifikowaną 3/5, na okres 5 lat, na wniosek Rady Instytutu Pamięci, która zgłasza kandydata spoza swojego grona. Od 16 czerwca 2016 r. Prezes Instytutu Pamięci Narodowej wybierany jest wciąż przez Sejm za zgodą Senatu, ale zgodnie z art. 31 ust. 1a Regulaminu Sejmu jest to dokonywane większością zwykłą, na okres 5 lat, na wniosek Kolegium Instytutu Pamięci Narodowej.
Prezes posiada immunitet formalny.
| Lp. | Zdjęcie | Imię i nazwisko         | Objęcie urzędu  | Złożenie urzędu  |
| --- | ------- | ----------------------- | --------------- | ---------------- |
| 1.  |         | Leon Kieres             | 30 czerwca 2000 | 29 grudnia 2005  |
| 2.  |         | Janusz Kurtyka          | 29 grudnia 2005 | 10 kwietnia 2010 |
| –   |         | p.o. Franciszek Gryciuk | 10 czerwca 2010 | 28 czerwca 2011  |
| 3.  |         | Łukasz Kamiński         | 28 czerwca 2011 | 22 lipca 2016    |
| 4.  |         | Jarosław Szarek         | 22 lipca 2016   | 23 lipca 2021    |
| 5.  |         | Karol Nawrocki          | 23 lipca 2021   | 6 sierpnia 2025  |
| 6.  |         |                         |                 |                  |

Zastępcy Prezesa IPN:
- Mateusz Szpytma – od lipca 2016
- Krzysztof Szwagrzyk – od lipca 2016
- Karol Polejowski – od lipca 2021[6]

### Kolegium Instytutu Pamięci Narodowej
Kolegium IPN to organ mający za zadanie m.in. wyłonienie kandydata na Prezesa Instytutu Pamięci Narodowej. Członkowie są wybierani przez Sejm (5 członków), Senat (2 członków) i Prezydenta RP (2 członków), w przeszłości natomiast byli wybierani przez Sejm i Senat, a także wyłaniani przez Krajową Radę Sądownictwa (I kadencja) lub mianowani przez Prezydenta (II kadencja). Kolegium Instytutu Pamięci Narodowej zostało przywrócone ustawą z dniem 16 czerwca 2016.
I kadencja 1999–2006
- Stanisław Bartoszek
- Jan Draus
- Andrzej Friszke
- Andrzej Grajewski
- Franciszek Gryciuk
- Jerzy Łankiewicz
- Maria Myślińska
- Włodzimierz Olszewski
- Andrzej Paczkowski
- Sławomir Radoń
- Teofil Wojciechowski

II kadencja 2007–2011
- Andrzej Chojnowski
- Jan Draus
- Barbara Fedyszak-Radziejowska
- Andrzej Gwiazda
- Jacek Niemir
- Andrzej Paczkowski
- Sławomir Radoń
- Mieczysław Ryba
- Bogusław Polak
- Andrzej Urbański
- Teofil Wojciechowski

III kadencja 2016–2023
- Jan Draus (mianowany przez Sejm)
- Piotr Franaszek (mianowany przez Sejm) – zastępca przewodniczącego
- Józef Marecki (mianowany przez Sejm)
- Andrzej Nowak (mianowany przez Prezydenta RP)
- Wojciech Polak (mianowany przez Senat) – zastępca przewodniczącego
- Mieczysław Ryba (mianowany przez Sejm) – wybrany w styczniu 2022
- Bronisław Wildstein (mianowany przez Prezydenta RP)
- Tadeusz Wolsza (mianowany przez Senat) – przewodniczący
- Krzysztof Wyszkowski (mianowany przez Sejm)
- Sławomir Cenckiewicz (mianowany przez Sejm) – rezygnacja 21 grudnia 2021[12]

IV kadencja 2023–2030
- Jan Draus (mianowany przez Sejm)[14]
- Bartosz Machalica (mianowany przez Senat)[15]
- Grzegorz Motyka (mianowany przez Senat)
- Andrzej Nowak (mianowany przez Prezydenta RP)
- Wojciech Polak (mianowany przez Sejm) – przewodniczący[16][17]
- Mieczysław Ryba (mianowany przez Sejm) – wiceprzewodniczący
- Bronisław Wildstein (mianowany przez Prezydenta RP)
- Tadeusz Wolsza (mianowany przez Sejm) – wiceprzewodniczący[18]
- Krzysztof Wyszkowski (mianowany przez Sejm)

#### Rada Instytutu Pamięci Narodowej
Rada Instytutu Pamięci Narodowej była organem utworzonym w latach 2010–2016 w miejsce zniesionego wówczas Kolegium. Członków Rady wyłaniały Sejm (5), Senat (2) oraz Prezydent RP – po 1 z 2 kandydatów przedstawianych mu przez Krajową Radę Sądownictwa i Krajową Radę Prokuratury. Rada istniała do 16 czerwca 2016, gdy weszła w życie nowelizacja ustawy o Instytucie Pamięci Narodowej, która w art. 10 zniosła Radę Instytutu Pamięci Narodowej, zastąpioną przywróconym Kolegium IPN.
Skład jedynej kadencji Rady Instytutu Pamięci Narodowej
- Andrzej Chojnowski (mianowany przez Sejm)
- Antoni Dudek (mianowany przez Sejm)
- Andrzej Friszke (mianowany przez Sejm)
- Antoni Kura (mianowany przez Prezydenta RP z rekomendacji KRP)
- Grzegorz Motyka (mianowany przez Senat)
- Artur Mudrecki (mianowany przez Prezydenta RP z rekomendacji KRS)[21] (zastąpił Andrzeja Wasilewskiego, który zrezygnował w 2011)
- Bolesław Orłowski (mianowany przez Senat)
- Andrzej Paczkowski (mianowany przez Sejm)
- Tadeusz Wolsza (mianowany przez Sejm)

## Lokalizacje
Od 2020 r. siedziba główna Instytutu Pamięci Narodowej mieści się przy ul. Janusza Kurtyki 1 w Warszawie. Instytut ma jedenaście oddziałów w miastach, które są siedzibami sądów apelacyjnych (Białystok, Gdańsk, Katowice, Kraków, Lublin, Łódź, Poznań, Rzeszów, Szczecin, Warszawa oraz Wrocław). Ponadto powołano siedem delegatur w kolejnych miastach (Bydgoszcz, Gorzów Wielkopolski, Kielce, Koszalin, Olsztyn, Opole oraz Radom). Utworzono także jeden punkt zamiejscowy oddziału (w Zielonej Górze), a poza tymi lokalizacjami Instytut prowadzi również dwa centra edukacyjno-muzealne (w Bielsku-Białej i Częstochowie).

## Jednostki organizacyjne prokuratury w IPN
Piony śledczy i lustracyjny stanowią struktury prokuratury działające w IPN i realizują swe zadania autonomicznie od kierownictwa i prac pozostałych struktur Instytutu. Na ich czele stoją dyrektorzy, z których dyrektor pionu śledczego jest zarazem zastępcą Prokuratora Generalnego, toteż podlegają mu zarówno prokuratorzy kierowanego przez siebie pionu, jak i dyrektor Biura Lustracyjnego.

### Pion śledczy
Pion śledczy realizujące zadania śledcze Instytutu w sprawach, o których mowa w art. 1 ustawy z 18 grudnia 1998. Składa się z jednostki nadrzędnej, czyli Głównej Komisji z siedzibą w Warszawie oraz jedenastu oddziałowych komisji i siedmiu referatów śledczych w delegaturach IPN. Komisja zatrudniała w 2020 r. 7 prokuratorów Głównej Komisji i 74 prokuratorów oddziałowych komisji.

#### Historia
Pion jest kontynuatorem powołanej w 1945 Głównej Komisji Badania Zbrodni Niemieckich w Polsce, która od chwili powstania aktywnie współpracowała z Komisją Narodów Zjednoczonych do spraw Zbrodni Wojennych (UNWCC) z siedzibą w Londynie. W 1949 zmieniono nazwę na Główną Komisję Badania Zbrodni Hitlerowskich w Polsce i pod tą nazwą Komisja działała do 1984, kiedy po raz kolejny dokonano jej przekształcenia, zmieniając nazwę na Główna Komisja Badania Zbrodni Hitlerowskich w Polsce – Instytut Pamięci Narodowej. W 1991 poszerzono zakres badań Komisji, zmieniając jej nazwę na Główna Komisja Badania Zbrodni przeciwko Narodowi Polskiemu – Instytut Pamięci Narodowej. Ta z kolei została postawiona w stan likwidacji wspomnianą wyżej ustawą z 1998, a jej dokumentację przejęła nowo powołana instytucja Instytut Pamięci Narodowej – Komisja Ścigania Zbrodni przeciwko Narodowi Polskiemu.
W kolejnych przekształceniach zachodzących na przestrzeni półwiecza widać zachodzące zmiany nazwy: od badania zbrodni niemieckich, potem hitlerowskich, poprzez dodanie członu „pamięci narodowej”, zastąpienie wyrazu „hitlerowskich” wyrazami „przeciw narodowi polskiemu”, wreszcie zastąpienie wyrazu „badania” wyrazem „ścigania”.

#### Zadania
Do wyłącznej kompetencji prokuratorów Komisji należy ściganie przestępstw stanowiących zbrodnie komunistyczne, zbrodnie nazistowskie popełnione przez okupanta niemieckiego, zbrodnie nacjonalistów ukraińskich oraz inne czyny stanowiące zbrodnie wojenne i przeciwko ludzkości.
Śledztwa w sprawach zbrodni nazistowskich (w szczególności dotyczące sprawców zamieszkujących na terenie Niemiec), prowadzone są przez IPN we współpracy z Centralą Badania Zbrodni Narodowosocjalistycznych (niem. Zentrale Stelle der Landesjustizverwaltungen zur Aufklärung Nationalsozialistischer Verbrechen) w Ludwigsburgu, utworzoną w grudniu 1958. Ponadto Komisja kieruje wnioski o udzielenie międzynarodowej pomocy prawnej do Ukrainy, Rosji, USA, Austrii, Wielkiej Brytanii, Francji, Irlandii oraz Kanady. Komisja też otrzymuje wnioski o udzielenie pomocy prawnej wpływające z innych państw.
Główna Komisja prowadzi działalność w ramach punktu kontaktowego Europejskiej Sieci Eurojust, który zajmuje się koordynowaniem ścigania sprawców odpowiedzialnych za popełnienie zbrodni ludobójstwa, zbrodni przeciwko ludzkości oraz zbrodni wojennych. Komisja współpracuje ponadto z Platformą Europejską Pamięci i Sumienia (The Platform of European Memory and Conscience).

### Pion lustracyjny
Pion lustracyjny obejmuje Biuro Lustracyjne oraz podległe mu oddziałowe biura lustracyjne, wykonujące zadania z zakresu lustracji osób pełniących funkcje publiczne, określone w ustawie z dnia 18 października 2006 o ujawnianiu informacji o dokumentach organów bezpieczeństwa państwa z lat 1944–1990 oraz treści tych dokumentów.

#### Historia
Pion lustracyjny utworzono poprzez włączenie do Instytutu dotychczasowego Biura Rzecznika Interesu Publicznego. Ustawa weszła w życie 15 marca 2007 r., tego dnia Biuro rozpoczęło formalnie działalność.

#### Zadania
Główne zadania Biura Lustracyjnego to:
- przyjmowanie i rejestracja oświadczeń lustracyjnych (w związku z art. 52a pkt 1 ustawy o IPN),
- monitorowanie obowiązku składania oświadczeń lustracyjnych (w związku z art. 52a pkt 4 ustawy o IPN)
- analiza złożonych oświadczeń lustracyjnych i zbieranie materiałów niezbędnych do ich właściwej oceny, a także przygotowywanie i obsługa postępowań lustracyjnych (w związku z art. 52a pkt 2 i 3 ustawy o IPN),
- udział prokuratorów Biura w charakterze oskarżycieli w postępowaniach lustracyjnych, wszczętych w czasie obowiązywania poprzedniej ustawy lustracyjnej na wniosek Rzecznika Interesu Publicznego i niezakończonych przed wejściem w życie ustawy z 2006 r. (w związku z art. 63a, ust. 2 ustawy lustracyjnej),
- przygotowanie i publikowanie katalogów zawierających dane osobowe (w związku z art. 52a pkt 6, 7 i 8 ustawy o IPN):
  - pracowników, funkcjonariuszy i żołnierzy organów bezpieczeństwa państwa,
  - osób rozpracowywanych przez organy bezpieczeństwa państwa PRL,
  - osób zajmujących kierownicze stanowiska partyjne i państwowych w PRL,
  - osób pełniących obecnie funkcje publiczne (art. 22 ustawy),
- opracowanie i publikacja informacji w Biuletynie Informacji Publicznej IPN (w związku art. 22 i 23 ustawy lustracyjnej).

## Pozostałe struktury IPN

### Archiwum Instytutu Pamięci Narodowej

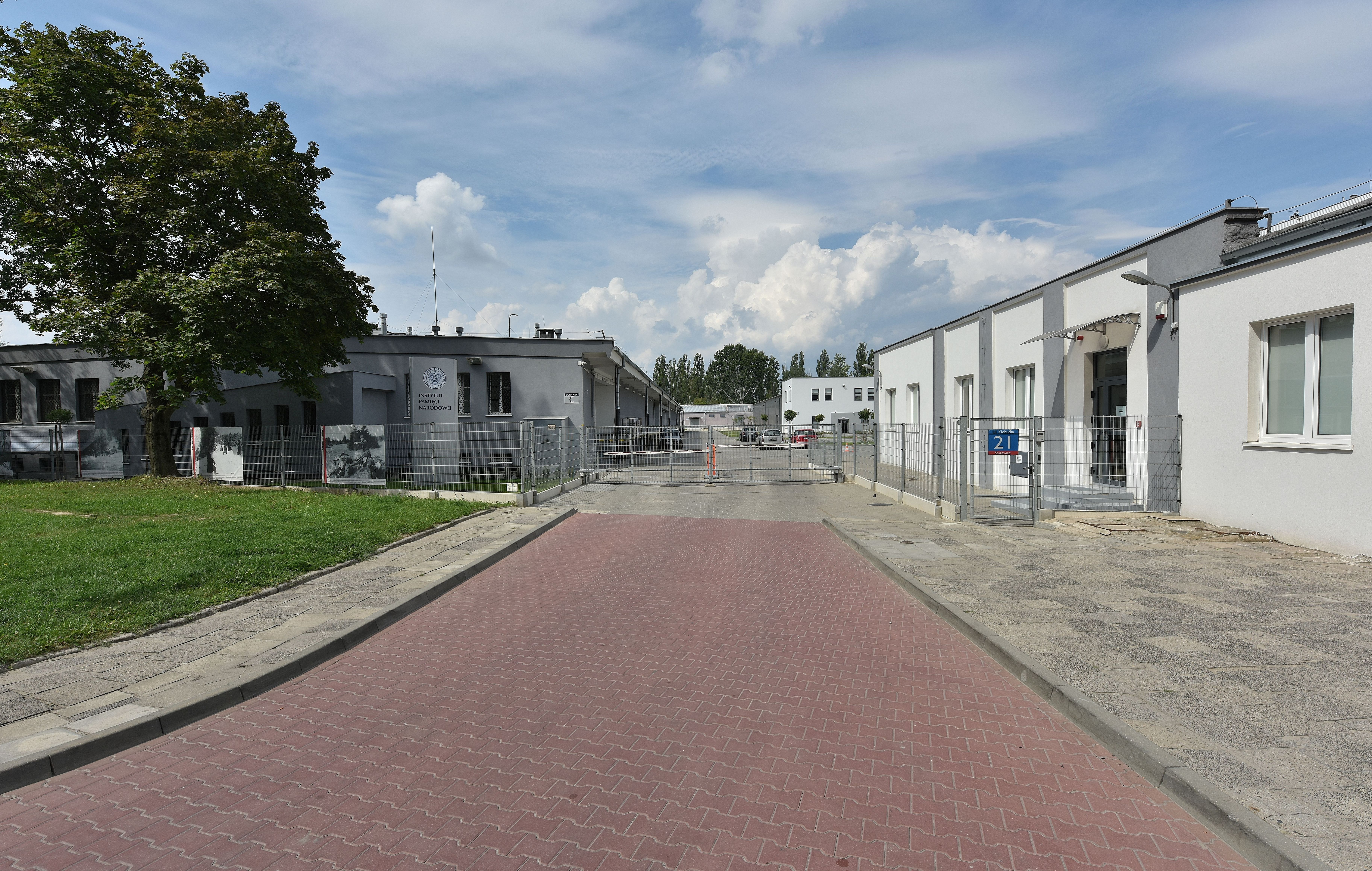
Kompleks budynków Archiwum IPN przy ul. Kłobuckiej 21 w Warszawie

Na mocy ustawy z dnia 18 grudnia 1998 r. o Instytucie Pamięci Narodowej – Komisji Ścigania Zbrodni przeciwko Narodowi Polskiemu powstało Biuro Udostępniania i Archiwizacji Dokumentów (BUiAD), które 16 czerwca 2016 r. (na mocy ustawy z dnia 29 kwietnia 2016 r. o zmianie ustawy o Instytucie Pamięci Narodowej oraz niektórych innych ustaw) zmieniło nazwę na Archiwum Instytutu Pamięci Narodowej. Działalność archiwalna rozpoczęła się w drugiej połowie 2000 r. W Oddziałach Instytutu Pamięci Narodowej powołano Oddziałowe Archiwa, w Delegaturach istnieją Wydziały Archiwalne.

#### Zadania Archiwum
Pion archiwalny Instytutu Pamięci Narodowej zajmuje się ewidencjonowaniem, gromadzeniem, przechowywaniem, opracowywaniem, zabezpieczeniem, udostępnianiem i publikowaniem dokumentów organów bezpieczeństwa państwa, wytworzonych oraz gromadzonych od 22 lipca 1944 do 31 lipca 1990, a także organów bezpieczeństwa Rzeszy Wielkoniemieckiej i Związku Socjalistycznych Republik Radzieckich, dotyczących:
- zbrodni nazistowskich, zbrodni komunistycznych oraz innych przestępstw stanowiących zbrodnie przeciwko pokojowi, ludzkości lub zbrodnie wojenne popełnionych na osobach narodowości polskiej lub obywatelach polskich innych narodowości w okresie od 1 września 1939 do 31 lipca 1990
- innych represji z motywów politycznych, jakich dopuścili się funkcjonariusze polskich organów ścigania lub wymiaru sprawiedliwości albo osoby działające na ich zlecenie
- działalności organów bezpieczeństwa państwa

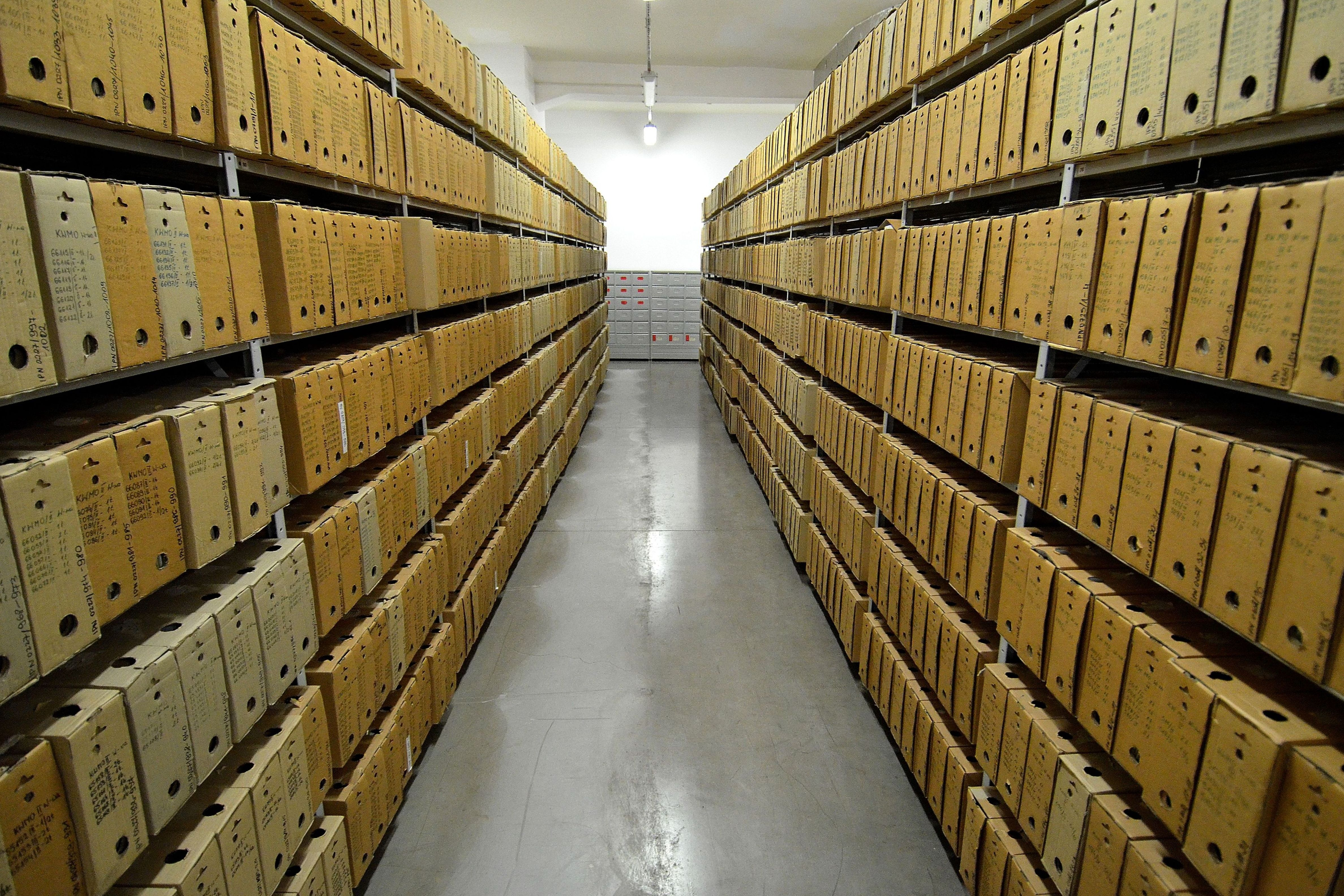
Archiwum w dawnej siedzibie IPN przy ul. Towarowej 28 (zdjęcie archiwalne)

Archiwum IPN udostępnia dokumenty (w postaci elektronicznych kopii i oryginałów, o ile ich stan fizyczny na to pozwala) i informacje z zasobu m.in. na podstawie:
- art. 30 ustawy o IPN – dotyczące wnioskodawcy lub zmarłej osoby najbliższej[30]
- art. 35c ust. 1 ustawy o IPN – dotyczące pracownika lub funkcjonariusza organów bezpieczeństwa państwa. Prawo do wglądu w te dokumenty przysługuje każdej zainteresowanej osobie[31]
- art. 36 ust. 1 pkt 2 – naukowcom w celu prowadzenia badań naukowych[32]
- art. 36 ust. 1 pkt 3 – dziennikarzom w celu publikacji materiału prasowego[33]
- art. 25 ustawy z dnia 18 października 2006 r. o ujawnianiu informacji o dokumentach organów bezpieczeństwa państwa z lat 1944–1990 oraz treści tych dokumentów – dotyczące osób, które zajmowały kierownicze stanowiska w byłej Polskiej Partii Robotniczej, a także były członkami Rady Ministrów państwa komunistycznego. Prawo do wglądu w te dokumenty przysługuje każdej zainteresowanej osobie[34]

#### Zasób archiwalny
Zasób archiwalny Instytutu Pamięci Narodowej tworzą głównie dokumenty instytucji prowadzących działania operacyjno-rozpoznawcze i dochodzeniowo-śledcze: organów bezpieczeństwa publicznego (1944–1956), Służby Bezpieczeństwa Ministerstwa Spraw Wewnętrznych, Akademii Spraw Wewnętrznych, Zwiadu Wojsk Ochrony Pogranicza, jednostek wojskowych Ministerstwa Spraw Wewnętrznych, Głównego Zarządu Informacji Ministerstwa Obrony Narodowej, Wojskowej Służby Wewnętrznej, Oddziału II Sztabu Generalnego (ludowego) Wojska Polskiego, Zarządu II Sztabu Generalnego Wojska Polskiego.
Do zasobu archiwalnego włączono również dokumenty zgromadzone wcześniej przez Główną Komisję Badania Zbrodni przeciwko Narodowi Polskiemu i odpowiednie komisje okręgowe, akta osób represjonowanych z przyczyn politycznych pochodzące z sądów powszechnych i prokuratur, a także dokumenty jednostek organizacyjnych więziennictwa. Do 31 lipca 2008 r. IPN zgromadził 86 450 metrów bieżących akt, 31 grudnia 2020 r. zasób archiwalny IPN liczył 92 798 metrów bieżących (z czego 1/3 znajduje się w Archiwum w Warszawie), 39 mln fotografii, ponad 800 tys. mikrofilmów i mikrofisz, ponad 2000 jednostek archiwalnych filmów i ponad 1500 nagrań dźwiękowych.

#### Wydziały
W skład Archiwum wchodzą Wydziały:
- Informacji i Sprawdzeń,
- Zarządzaniem Zasobem Archiwalnym,
- Zasobów Cyfrowych,
- Udostępniania,
- Obsługi Bieżącej,
- Badań i Edukacji Archiwalnej,
- Gromadzenia i Opracowywania Zasobu Archiwalnego,
- Zarządzania i Rozwoju Cyfrowego Archiwum.

### Biuro Poszukiwań i Identyfikacji
Biuro Poszukiwań i Identyfikacji (BPiI) zostało powołane 16 czerwca 2016 r. na mocy ustawy z dnia 29 kwietnia 2016 r. o zmianie ustawy o Instytucie Pamięci Narodowej oraz niektórych innych ustaw.

#### Zadania Biura Poszukiwań i Identyfikacji
W zakresie powierzonych zadań Biuro Poszukiwań i Identyfikacji ma prowadzenie działań mających na celu odszukanie miejsc pochówku osób, które straciły życie od dnia 8 listopada 1917 r. do dnia 31 lipca 1990 r. wskutek walki z narzuconym systemem totalitarnym, na skutek represji totalitarnych lub czystek etnicznych dokonywanych na polskiej ludności. Biuro realizuje też działania badawczo-historyczne, poszukiwawcze oraz identyfikacyjne. W okresie wcześniejszym zadania o podobnym charakterze prowadzili w IPN pracownicy Samodzielnego Wydziału Poszukiwań w ramach projektu „Poszukiwanie nieznanych miejsc pochówku ofiar terroru komunistycznego 1944–1956”. Po powstaniu BPiI poszerzeniu uległ zakres chronologiczny oraz merytoryczny. Od 11 września 2019 roku BPiI współpracuje z Defense Prisoner of War/Missing in Action Accounting Agency (DPAA), która zajmuje się poszukiwaniem zaginionych podczas wojen i konfliktów zbrojnych żołnierzy-jeńców wojennych (POW) lub zaginionych w walce (MIA). W ramach współpracy przedstawiciele BPiI zapoznali się ze specyfiką działalności DPAA w zakresie poszukiwań, techniki prac archeologicznych oraz metodologii badań identyfikacyjnych. Strona amerykańska uczestniczy w pracach BPiI jeśli dotyczą one poszukiwania szczątków żołnierzy armii USA na terenie Polski.

#### Wydziały
W skład BPiI wchodzą Wydziały:
- Analiz Historycznych – na podstawie dokumentacji znajdującej się w zasobie IPN, zbiorach archiwalnych innych podmiotów publicznych i prywatnych i informacji z materiałów historycznych oraz relacji świadków typuje miejsca do prowadzenia działań poszukiwawczych,
- Logistyki – organizuje, od strony technicznej i formalno-prawnej, prace poszukiwawcze i ekshumacyjne w terenie oraz prace wolontariuszy współpracujących z BPiI. Wydział zajmuje się również propagowaniem wiedzy o działalności BPiI poprzez organizację konferencji, działań edukacyjnych, opracowanie materiałów informacyjnych oraz prowadzenie strony internetowej,
- Archeologii – odpowiada za planowanie i prowadzenie ziemnych prac poszukiwawczych i ekshumacyjnych. Z dotychczas przeprowadzonych prac sporządza dokumentację techniczną oraz naukowo opracowuje uzyskane wyniki. W zakresie kompetencji tego wydziału jest także współpraca, w zakresie prowadzonych prac, z prokuratorami oddziałowych komisji ścigania zbrodni przeciwko Narodowi Polskiemu,
- Kresowy – przeprowadza kwerendy oraz opracowuje dokumentację historyczną w zakresie dotyczącym poszukiwań miejsc pochówków za wschodnią granicą Rzeczypospolitej Polskiej. W wytypowanych lokalizacjach pracownicy wydziału prowadzą ziemne prace poszukiwawcze i archeologiczne.
- Identyfikacji – jest odpowiedzialny za szeroko pojęty proces identyfikacji odnalezionych szczątek ofiar w ramach prowadzonej Bazy Materiału Genetycznego. Pracownicy Wydziału administrują Bazą, poszukują krewnych ofiar, a następnie pozyskują materiał biologiczny, biorą udział w ekshumacjach oraz badaniach antropologicznych i medyczno-sądowych. Praca Wydziału wymaga stałej współpracy z podmiotami, którym zlecono prowadzenie badań genetycznych.

Struktura Biura ma swe odwzorowanie w oddziałach IPN w całej Polsce. W oddziale lubelskim IPN stworzono Oddziałowe Biuro Poszukiwań i Identyfikacji, w pozostałych oddziałach i delegaturach IPN działania poszukiwawcze i identyfikacyjne są prowadzone w ramach Wieloosobowych Stanowisk ds. Poszukiwań i Identyfikacji.

#### Baza Materiału Genetycznego
Biuro prowadzi Bazę Materiału Genetycznego, w której przechowywane są dane DNA krewnych osób, które straciły życie w wyniku represji ze strony systemów totalitarnych lub czystek etnicznych. Pozwala to na identyfikację szczątek ludzkich odnalezionych w wyniku prowadzonych prac poszukiwawczych poprzez analizę porównawczą zgromadzonych profili genetycznych. Baza jest oparta na systemie CODIS wykorzystywanym przez Federalne Biuro Śledcze (FBI). Instytut Pamięci Narodowej jest drugą w Polsce instytucją, po Centralnym Laboratorium Kryminalistycznym Policji, korzystającą z tego systemu. Umowa na wykorzystanie systemu CODIS została podpisana pomiędzy IPN a FBI w 2019 r. Pracownicy BPiI współpracują również z naukowcami z Komisji Genetyki Sądowej przy Polskim Towarzystwie Medycyny Sądowej i Kryminologii. Baza ma charakter otwarty, każdy krewny ofiar reżimów totalitarnych może przekazać do niej swój materiał genetyczny.
Osoby zidentyfikowane w trakcie prac BPiI są upamiętniane w Polskiej Bazie Genetycznej Ofiar Totalitaryzmów, która została powołana 28 września 2012 roku.

#### Prace poszukiwawcze
Do września 2021 roku w ramach prac prowadzonych przez BPiI przebadano ok. 250 potencjalnych miejsc pochówku. Wykopaliska są prowadzone na wytypowanych w wyniku kwerend terenach, tj.: cmentarze, tereny leśne, więzienia, siedziby Powiatowych Urzędów Bezpieczeństwa Publicznego i in. Najbardziej znanym miejscem prowadzenia prac przez BPiI jest tzw. kwatera na Łączce – miejscu pochówku przy murze cmentarnym Cmentarza Wojskowego na Powązkach w Warszawie pomordowanych przez organy bezpieczeństwa publicznego. Biuro prowadzi również prace poszukiwawcze poza granicami Polski, współpracuje z instytucjami na terenie Litwy (Centrum Badania Ludobójstwa i Ruchu Oporu Mieszkańców Litwy), Niemiec, Gruzji (Ministerstwem Spraw Wewnętrznych Gruzji), Białorusi oraz Ukrainy (Państwowa Międzywydziałowa Komisji ds. Upamiętniania Uczestników Antyterrorystycznych Operacji, Ofiar Wojny i Politycznych Represji). Dotychczas odnaleziono szczątki ponad 1500 osób, z których ok. 10 proc. zostało już zidentyfikowanych. Wśród nich są ofiary zarówno zbrodni komunistycznych, niemieckiego terroru II wojny światowej, jak i żołnierze września 1939 r. Są to zarówno ofiary masowych mordów, jak i pojedynczych egzekucji. Biuro Poszukiwań i Identyfikacji w swej pracy wykorzystuje dane zgromadzone w Bazie Materiału Genetycznego IPN.
Prace poszukiwawcze prowadzone są we współpracy z prokuratorami Komisji Ścigania Zbrodni przeciwko Narodowi Polskiemu, którzy czuwają nad prawidłowością zabezpieczenia materiału genetycznego i uzyskania opinii pozwalających na identyfikację odnalezionych osób.
Rodzinom zidentyfikowanych ofiar komunistycznego i niemieckiego terroru wręczane są noty identyfikacyjne potwierdzające tożsamość zidentyfikowanych osób.

#### Działalność informacyjna BPiI
Biuro Poszukiwań i Identyfikacji prowadzi również działania o charakterze popularyzatorskim i edukacyjnym, na które składają się:
- konferencje naukowe, popularnonaukowe, spotkania, prelekcje,
- współpraca z innymi komórkami IPN mająca na celu przygotowywanie materiałów edukacyjnych dla uczniów i nauczycieli.

### Biuro Upamiętniania Walk i Męczeństwa
IPN został upoważniony do upamiętniania historycznych wydarzeń, miejsc i postaci w dziejach walk i męczeństwa narodu polskiego w kraju i za granicą oraz miejsc walki i męczeństwa innych narodów na terytorium Rzeczypospolitej Polskiej w okresie od 8 listopada 1917 do 31 lipca 1990 r. Z uwagi na to, że IPN nie jest organem administracji rządowej, w sprawach, które mogą mieć wpływ na realizację polityki państwa oraz umów międzynarodowych dotyczących miejsc pamięci narodowej oraz grobów i cmentarzy wojennych, podejmuje działania w porozumieniu z ministrem kultury i dziedzictwa narodowego.

#### Historia
Biuro Upamiętniania Walk i Męczeństwa (BUWiM) powstało 1 sierpnia 2016 r. na mocy ustawy z 29 kwietnia 2016 r. o zmianie ustawy o IPN – Komisji Ścigania Zbrodni przeciwko Narodowi Polskiemu. Wówczas uległa likwidacji działająca od 1988 r. Rada Ochrony Pamięci Walk i Męczeństwa.

#### Zadania Biura Upamiętniania Walk i Męczeństwa
Do zadań Biura należy:
- inicjowanie działań związanych z poszukiwaniem i obejmowaniem opieką miejsc walk, męczeństwa i pochówku oraz trwałe upamiętnianie faktów, wydarzeń i postaci związanych z tymi miejscami,
- finansowanie i prowadzenie prac ekshumacyjnych oraz przenoszenie odnalezionych szczątków Polaków poległych lub pomordowanych za granicą na cmentarze w Polsce,
- współpraca w organizowaniu obchodów, uroczystości, przedsięwzięć wydawniczych i wystawienniczych, wspieranie lokalnych inicjatyw związanych z upamiętnianiem,
- ocena stanu opieki nad miejscami i trwałymi obiektami pamięci narodowej, w szczególności nad grobami i cmentarzami wojennymi oraz walk narodowowyzwoleńczych i cmentarzami ofiar totalitarnego terroru,
- opiniowanie pod względem historycznym wniosków o trwałe upamiętnienie miejsc i wydarzeń historycznych,
- współdziałanie ze środowiskami i organizacjami emigracyjnymi i polonijnymi oraz polskimi poza granicami Rzeczypospolitej Polskiej w sprawowaniu opieki nad miejscami walk i męczeństwa Narodu Polskiego za granicą,
- realizacja ustawy o grobach weteranów walk o wolność i niepodległość Polski – prowadzenie ewidencji grobów weteranów walk o wolność i niepodległość Polski, opieka nad nimi oraz dofinansowaniem takiej opieki[53],
- przygotowywanie na wniosek uprawnionych podmiotów opinii nt. postępowań dekomunizacyjnych.

#### Wydziały
W skład Biura wchodzą Wydziały:
- Administracyjny – nadzoruje całość prac związanych ze związanych z upamiętnieniem oraz budową, remontem i ekshumacjami z grobów wojennych, przygotowuje dokumentację związaną z wydatkami Biura, sprawozdawczością, prowadzi działania informacyjne oraz popularyzuje działanie biura w mediach.
- Grobownictwa – jest odpowiedzialny za inicjowanie i nadzorowanie poszukiwań, remontów, przeniesień, sprawowanie opieki i inne prace dotyczące grobów i cmentarzy wojennych oraz grobów weteranów walk o wolność i niepodległość Polski. Nadzoruje pochówki ekshumowanych szczątków.
- Upamiętnień – jest odpowiedzialny za organizację, ocenę i nadzór nad upamiętnieniem faktów, wydarzeń i postaci związanych z walką i męczeństwem na terytorium Rzeczypospolitej Polskiej i poza jej granicami. W zakresie kompetencji tego wydziału jest współpraca z podmiotami zewnętrznymi w sprawach związanych z lokalnymi inicjatywami dotyczącymi miejsc pamięci i trwałego upamiętniania.

W Oddziałach Instytutu Pamięci Narodowej powołano Oddziałowe Biura Upamiętniania Walk i Męczeństwa.

#### Działalność

##### Opieka nad grobami i miejscami pamięci
W kompetencjach Biura znajduje się tworzenie i prowadzenie ewidencji grobów weteranów walk o wolność i niepodległość Polski, przyznawanie świadczeń dla osób fizycznych sprawujących opiekę nad grobem weterana na pokrycie całości lub części kosztów sprawowanej opieki oraz dotacji dla osób prawnych na wykonywanie czynności związanych z budową, remontem, przeniesieniem lub utrzymaniem tych grobów. Do zadań Biura należy również ocena stanu opieki nad grobami i cmentarzami wojennymi oraz walk narodowowyzwoleńczych, cmentarzami ofiar totalitarnego terroru – grobami osób, które straciły życie wskutek walk z narzuconym systemem totalitarnym i represji reżimu komunistycznego, a więc grobami ofiar Czerwca ʼ56, Grudnia ʼ70 i Grudnia ʼ81. Aby wypełnić obowiązek oceny stanu opieki nad grobami wojennymi w kraju i za granicą w BUWiM prowadzone są prace nad stworzeniem ewidencji obiektów grobownictwa wojennego znajdujących się na terytorium Polski. Baza danych o tych miejscach jest tworzona we współpracy z organami administracji rządowej, jednostkami samorządowymi, instytucjami naukowymi, organizacjami społecznymi i osobami prywatnymi. BUWiM również ewidencjonuje groby żołnierzy armii obcych (np. Armii Czerwonej) znajdujące się na terenie Polski. W przypadku poszukiwania grobów znajdujących się poza granicami Polski nawiązano kontakt z polskimi placówkami dyplomatycznymi w celu zebrania danych i potwierdzenia stanu utrzymania zewidencjonowanych obiektów.
Biuro Upamiętniania współpracę zagraniczną prowadzi w ramach umów międzynarodowych, dotyczących wzajemnego sprawowania opieki nad grobami ofiar wojen i przemocy totalitarnej, podpisanych przez Państwo Polskie z Białorusią, Kirgistannem, Litwą, Niemcami, Rosją, Uzbekistanem, Ukrainą, Włochami i Węgrami. Z tymi państwami Biuro prowadzi również współpracę w zakresie opieki nad grobami ich obywateli, którzy zostali pochowani na cmentarzach w Polsce.
BUWiM prowadzi również postępowania administracyjne wynikające z kompetencji Prezesa IPN dotyczącej wydawania decyzji zezwalających na ekshumację szczątków z grobów wojennych. Potrzeby przeprowadzenia prac ekshumacyjnych wynikają z konieczności przeniesienia mogił wojennych związanej z rozbudową sieci dróg krajowych oraz dotyczą przypadków odkrycia w wyniku prowadzonych prac ziemnych nieznanych dotychczas miejsc pochówku.

##### Dekomunizacja
Na mocy ustawa z 1 kwietnia 2016 r. o zakazie propagowania komunizmu lub innego ustroju totalitarnego przez nazwy budowli, obiektów i urządzeń użyteczności publicznej Instytut Pamięci Narodowej jest zobowiązany do przygotowania na wniosek uprawnionych podmiotów opinii, czy używane nazwy podlegają rygorom ww. ustawy oraz do opiniowania zgłaszanych inicjatyw zmian nazewnictwa propagującego ideologię totalitarną. Pozwala to na usuwanie z przestrzeni publicznej wszelkiego rodzaju nazw, upamiętnień, znaków i symboli propagujących ideologie totalitarne.
Dekomunizacją objęte są obiekty: pomniki braterstwa broni ew. czynu rewolucyjnego, pomniki postaci lub wydarzeń związanych z historią ruchu komunistycznego, elementy zdobnicze prezentujące symbolikę komunistyczną znajdujące się na miejscach pamięci lub cmentarzach wojennych z okresu II wojny światowej oraz nazwy ulic, którym patronują działacze ruchu komunistycznego lub które nawiązują do rozwoju tego ruchu.

##### Upamiętnienie ofiar systemów totalitarnych

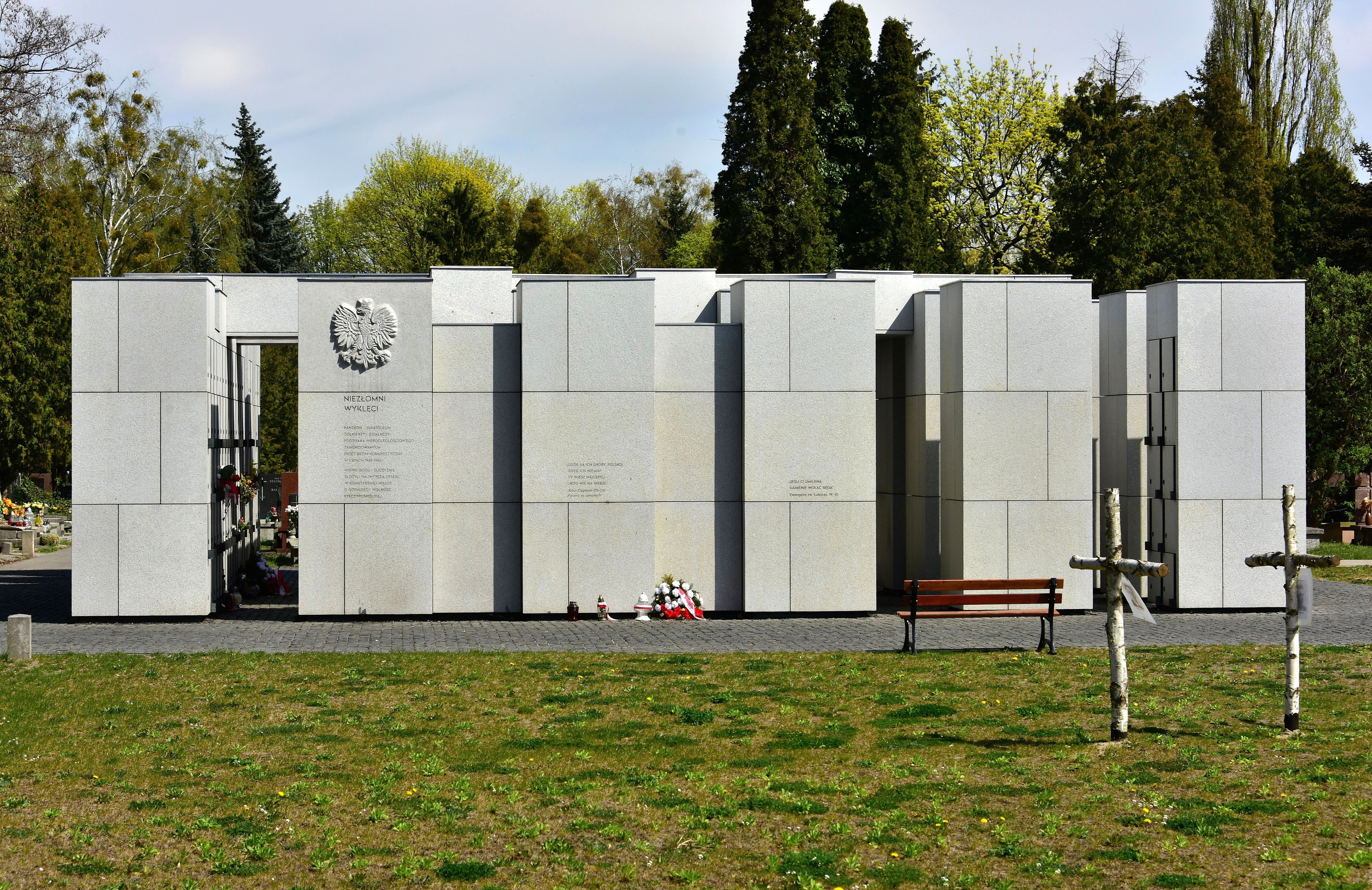
Panteon – Mauzoleum Wyklętych-Niezłomnych

W ramach trwałego upamiętniania faktów, wydarzeń i postaci związanych z miejscami walk i męczeństwa BUWiM przeprowadza i finansuje zadania obejmujące realizację nowych bądź remont istniejących miejsc pamięci.
Na Cmentarzu Wojskowym na Powązkach w Warszawie znajduje się Panteon – Mauzoleum Wyklętych-Niezłomnych, gdzie pochowane są odnalezione szczątki ofiar stalinowskich represji w Polsce zamordowanych przez komunistyczne władze w więzieniu mokotowskim w Warszawie. Planowane jest dalsze rozbudowywanie tego miejsca upamiętnienia ofiar represji.
Miejsca upamiętnienia ofiar reżimów totalitarnych powstają również w innych miejscach w Polsce. Jednym z nich jest krypta Żołnierzy Niezłomnych w Radecznicy, gdzie we wrześniu 2019 r. złożono szczątki trzech żołnierzy zamojskiego II Inspektoratu AK: Józefa Pysia ps. „Ostry”, Pawła Kalinowskiego ps. „Francuz” i Mieczysława Szewczuka ps. „Włoch”.

### Biuro Badań Historycznych

#### Utworzenie i zadania
Biuro Badań Historycznych (BBH) zostało utworzone 16 czerwca 2016 r. na mocy ustawy z dnia 29 kwietnia 2016 r. o zmianie ustawy o Instytucie Pamięci Narodowej oraz niektórych innych ustaw.
Zadaniem Biura jest prowadzenie badań naukowych nad historią Polski od 1918 r. W obszarze zainteresowań badawczych BBH znajdują się również dzieje polskiej emigracji oraz historia polskiego spuścizny kulturowej na Wschodzie. BBH realizuje swoje zadania w ramach w ramach centralnych i oddziałowych projektów badawczych. Pracownicy Biura opracowują monografie, wydawnictwa źródłowe i periodyki Instytutu Pamięci Narodowej oraz organizują konferencję naukowych związane z obszarem badawczym BBH. W zakresie zadań BBH jest również przygotowywanie opinii i ekspertyz na rzecz prowadzonych postępowań przez sądy, dla organów administracji publicznej oraz organizacji pozarządowych w zakresie problematyki związanej z ustawą o IPN. Pracownicy BBH przygotowują recenzje wydawnictw naukowych i edukacyjnych oraz wystaw opracowanych w IPN oraz biorą udział w popularyzacji wyników badań naukowych w mediach.

#### Wydziały
W skład Centrali BBH wchodzą:
- Wydział Historii Polski do 1945 r.,
- Wydział Historii Polski w latach 1945–1990,
- Wydział Koordynacji Prac Badawczych, Ekspertyz i Analiz,
- Zespół Pełnomocnika Prezesa IPN do spraw badań nad terrorem okupacyjnym na ziemiach polskich w latach 1939–1945.

Struktura Biura ma swe odwzorowanie w całej Polsce, w miastach będących siedzibami oddziałów IPN powołano oddziałowe biura badań historycznych.

#### Działalność
BBH prowadzi działalność naukową w ramach Centralnych Projektów Badawczych i Oddziałowych Projektów Badawczych. Ogólnopolska struktura organizacyjna Biura stwarza możliwość prowadzenia ogólnopolskich badań o charakterze przekrojowym i porównawczym. Projekty są prowadzone przez koordynatorów zatwierdzonych przez Prezesa IPN. Do współpracy w ramach tych projektów zapraszani są badacze zatrudnieni w innych ośrodkach naukowych (uczelnie wyższe, instytuty PAN itp.).
W ramach działalności BBH organizuje konferencje naukowe i popularnonaukowe. Organizowanej tradycyjnej formie konferencji towarzyszyły również transmisje w mediach elektronicznych i społecznościowych prowadzane przez portal IPNtv, co pozwalało znacznie rozszerzyć krąg potencjalnych odbiorców.
BBH kontynuuje działalność Letniej Szkoły Historii Najnowszej – cyklicznych spotkań w Palczewie k. Warki. Są to zajęcia skierowane do studentów i doktorantów wydziałów politologicznych i historycznych, którzy przygotowują prace magisterskie i rozprawy doktorskie z zakresu historii najnowszej Polski. Prowadzone w ramach Szkoły zajęcia mają charakter wykładów i warsztatów.
W 2019 r. w ramach BBH powołano zespół historyków, którego celem jest zbadanie, przeanalizowania i opisania terroru i represji stosowanych przez niemieckie i sowieckie wojska oraz władze podczas II wojny światowej na terenach II Rzeczypospolitej Polskiej. Zespół prowadzi badania mające pozwolić na stworzenie imiennej listy Polaków-ofiar II wojny światowej oraz sprawców represji jakich oni doznali. Uzupełnieniem badań będzie cyfrowe kalendarium represji z okresu II wojny światowej obejmujące wszystkie powiaty przedwojennej Polski.

##### Centralne Projekty Badawcze
W 2023 r. Biuro Badań Historycznych prowadziło następujcie Centralne Projekty Badawcze:
- Uchodźstwo, emigracja niepodległościowa 1939–1990,
- Polacy w Rosji i Związku Sowieckim oraz w województwach wschodnich II RP (Kresy utracone),
- Ruch komunistyczny i aparat władzy 1917–1990,
- Struktury i metody działania aparatu bezpieczeństwa w Polsce 1944–1989/90,
- Podziemie niepodległościowe 1944–1956 i ofiary represji zamordowane za działalność na rzecz niepodległego państwa polskiego.
- „Solidarność” i opór społeczny 1956–1989,
- Transformacja ustrojowa PRL,
- II wojna światowa i okupacje ziem polskich 1939–1944/45,
- Dzieje Żydów w Polsce i stosunki polsko-żydowskie w latach 1917–1990,
- Władze komunistyczne wobec Kościołów i związków wyznaniowych w Polsce 1944–1989,
- Twórcy, dziennikarze i naukowcy wobec władz komunistycznych,
- „Ludowe” Wojsko Polskie jako element aparatu represji.

##### Oddziałowe Projekty Badawcze
W 2024 r. oddziałowe biura historyczne prowadziły następujcie projekty badawcze:
- Gdańsk:
  - Ludzie władzy w PRL – Pomorze.
- Katowice:
  - Powstania śląskie 1919–1921.
- Kielce:
  - Seria Świętokrzyska – Dzienniki, Wspomnienia, Pamiętniki, Listy.
- Lublin:
  - Dzieje Lubelszczyzny 1918–1980,
  - Dokumenty zbrodni wołyńskiej,
  - Lubelszczyzna lipiec 1944 – styczeń 1945.
- Łódź:
  - Łódź i region łódzki na tle historii Polski 1914/18–1989.
- Poznań:
  - Wielkopolska w latach 1945–1989,
  - Metodologiczne i teoretyczne problemy badania najnowszej historii Polski,
  - Wielkopolska w okresie II wojny światowej,
  - Wielkopolska w okresie XX-lecia międzywojennego.
- Rzeszów:
  - Osobowy wykaz ofiar konfliktu polsko-ukraińskiego w latach 1939–1948.
- Szczecin:
  - Świat wobec Szczecina.
- Warszawa:
  - Warszawa nie?pokonana,
  - Mazowsze i Podlasie w ogniu 1944–1956,
  - Dopalanie Kresów,
  - Migawki z okupowanej Warszawy,
  - Historia w komiksie.
- Wrocław:
  - Polska i Europa Środkowo-Wschodnia w XX wieku.

Instytut jest współorganizatorem Konkursu „Książka Historyczna Roku”.

### Biuro Edukacji Narodowej

#### Utworzenie i zadania
Biuro Edukacji Narodowej (BEN) zostało powołane 16 czerwca 2016 r. na mocy ustawy z dnia 29 kwietnia 2016 r. o zmianie ustawy o Instytucie Pamięci Narodowej oraz niektórych innych ustaw.
Głównym zadaniem Biura jest wspieranie kształcenia Polaków z zakresu historii najnowszej oraz upowszechnianie tej wiedzy w kraju i za granicą. BEN popularyzuje historię Polski od 1918 r., promuje wiedzę o udziale Polaków w II wojnie światowej, informuje o metodach, miejscach i sprawcach zbrodni popełnionych na obywatelach polskich, wspiera lokalne inicjatyw o charakterze patriotycznym i upamiętnieniowym.

#### Wydziały
W skład BEN wchodzą:
- Wydział Logistyki
- Wydział Multimedialny
- Wydział Notacji
- Wydział Popularyzacji
- Wydział Projektów Edukacyjnych
- Centrum Edukacyjne IPN im. Janusza Kurtyki

#### Działalność
W swej pracy BEN współpracuje ze szkołami, uczelniami, innymi instytucjami oświatowymi lub kulturalnymi, stowarzyszeniami, fundacjami i innymi organizacjami pozarządowymi, mediami, polskimi organizacjami i instytucjami emigracyjnymi oraz organami władzy publicznej. Działania te mają charakter cykliczny i są prowadzone w ramach kalendarza najważniejszych rocznic historycznych i kalendarza szkolnego. Pracownicy Biura przygotowują i prowadzą lekcje, wykłady, warsztaty, debaty, konwersatoria, seminaria i rajdy i gry miejskie związane z miejscami pamięci. Przygotowywane są wystawy, projekty edukacyjne i konkursy o tematyce historycznej.

## Periodyki Instytutu Pamięci Narodowej
Czasopisma wydawane aktualnie:
- „Aparat Represji w Polsce Ludowej 1944–1989” – rocznik wydawany od 2004 r., adresowany do badaczy aparatów represji państw totalitarnych, przede wszystkim Polski Ludowej
- „Biuletyn Instytutu Pamięci Narodowej” – miesięcznik popularnonaukowy wydawany od 2001 r., poświęcony dziejom Polski w latach 1939–1989
- CzasyPismo – półrocznik wydawany od 2012 r., upowszechniający wiedzę o najnowszej historii Górnego Śląska i sąsiednich obszarów
- „Institute of National Remembrance Review” – rocznik wydawany od 2019 r., zajmujący się problematyką najnowszej historii Polski i Europy Środkowej pod dwoma totalitaryzmami, dostępny online wyłącznie w angielskiej wersji językowej
- „Komunizm: system–ludzie–dokumentacja” – rocznik wydawany od 2012 r., dotyczący dziejów ruchu komunistycznego
- „Pamięć i Sprawiedliwość” – półrocznik wydawany od 2002 r., dotyczący historii najnowszej
- „Polish-Jewish Studies” – rocznik wydawany od 2020 r., poświęcony relacjom polsko-żydowskim oraz dziejom społeczności żydowskiej na ziemiach polskich w XX w., wydawany w języku polskim i angielskim, dostępny online
- „Przegląd Archiwalny Instytutu Pamięci Narodowej” – rocznik wydawany od 2008 r., poświęcony zagadnieniom dotyczącym archiwistyki

Czasopisma nieistniejące:
- Biuletyn IPN „pamięć.pl” – miesięcznik wydawany w latach 2012–2016, poświęcony dziejom Polski w latach 1939–1989
- „Studia Rzeszowskie” – rocznik wydawany w latach 1995–2003, poświęcony upowszechnianiu wiedzy o historii Polski Ludowej

## Odznaczenia i nagrody przyznawane przez IPN
Instytut Pamięci Narodowej przyznaje:
- Medal Reipublicae Memoriae Meritum – przyznawany od 2015 r. instytucjom, organizacjom i osobom fizycznym za wybitne zasługi w działalności publicznej i społecznej dla upamiętniania historii Narodu Polskiego w latach 1917–1990 oraz wspierania IPN w działalności edukacyjnej, naukowej i wydawniczej
- Kustosz Pamięci Narodowej – nagroda przyznawana od 2002 r. za szczególnie aktywny udział w upamiętnianiu historii Narodu Polskiego w latach 1939–1989, a także za działalność publiczną zbieżną z ustawowymi celami Instytutu Pamięci Narodowej
- Nagroda Honorowa „Świadek Historii” – przyznawana od 2009 r. osobom i instytucjom szczególnie działającym na polu upamiętniania historii Narodu Polskiego oraz wspierających IPN w tego typu działalności
- Semper Fidelis – nagroda przyznawana od 2019 r. przez Instytut Pamięci Narodowej za pielęgnację pamięci o polskości Kresów Wschodnich
- Nagroda im. Grażyny Langowskiej – przyznawana nauczycielom i wychowawcom, szczególnie zaangażowanym w swoją pracę oraz krzewienie wartości patriotycznych
- Medal 10 lat Instytutu Pamięci Narodowej – ustanowiony i nadawany w 2010 r. jubileuszowy medal z okazji 10-lecia powstania Instytutu Pamięci Narodowej.

### Galeria

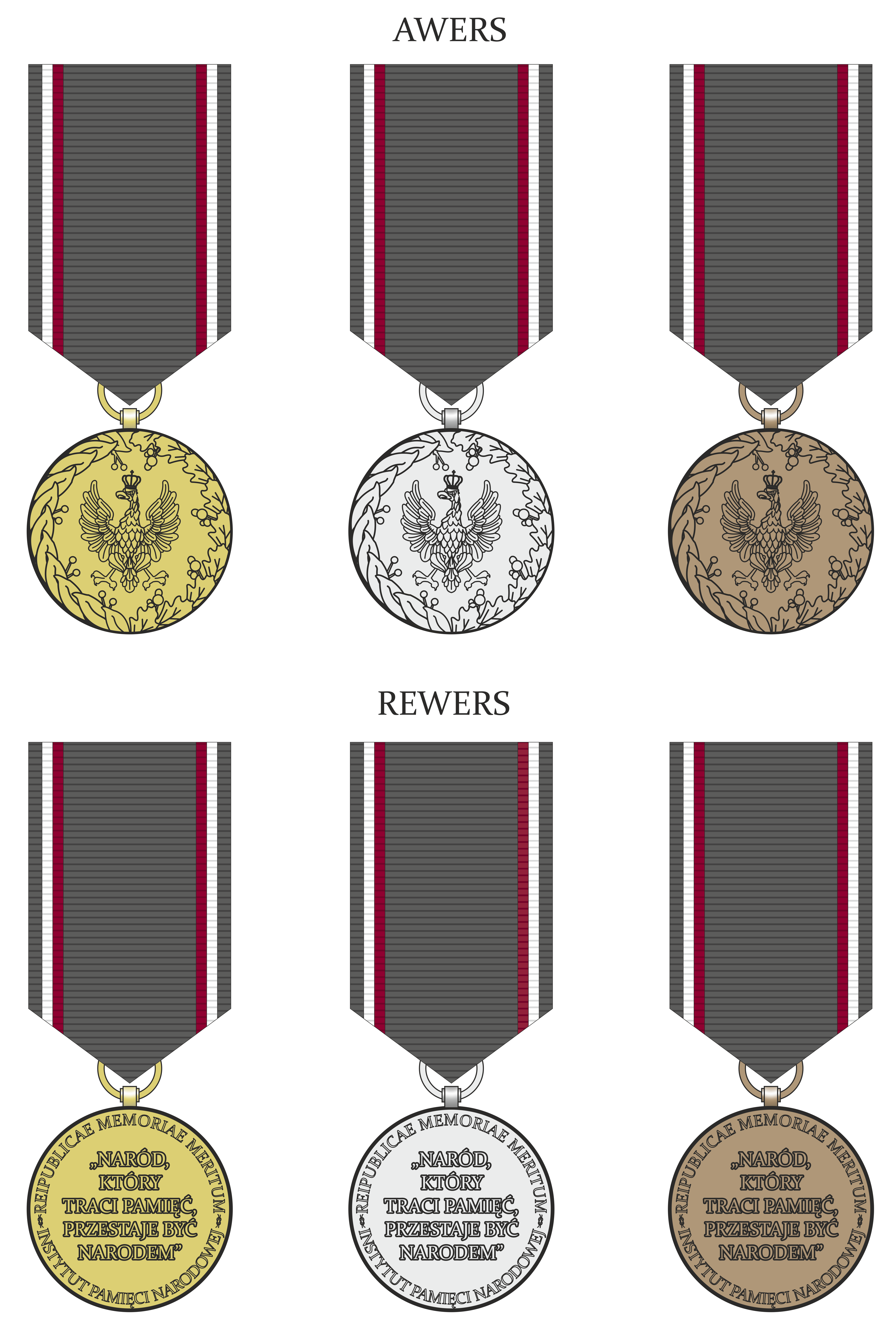
Awers i rewers Medalu „Reipublicae Memoriae Meritum” (od 2020)
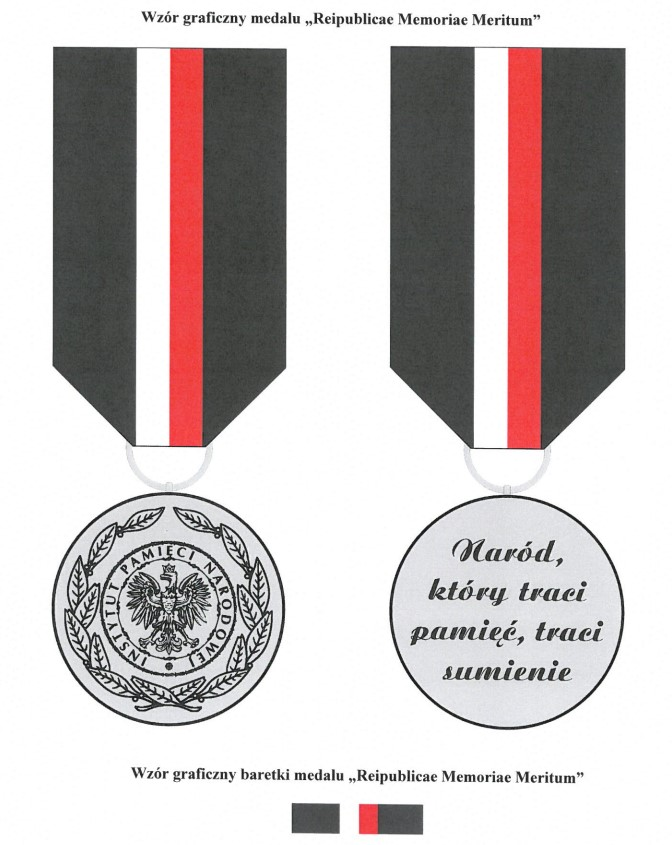
Awers, rewers i baretka jednostopniowego Medalu „Reipublicae Memoriae Meritum” (2015–2020)
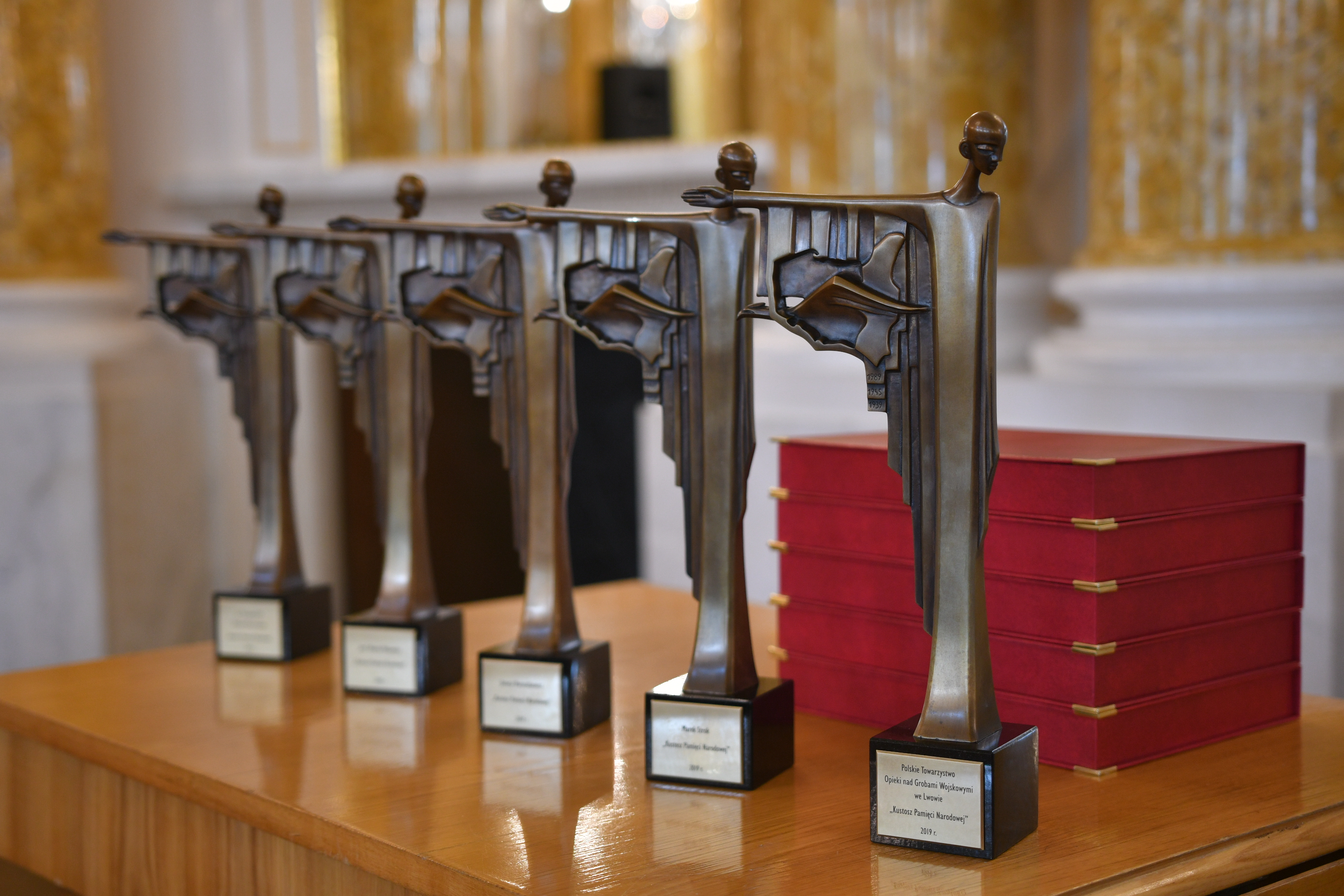
Statuetki nagrody Kustosz Pamięci Narodowej
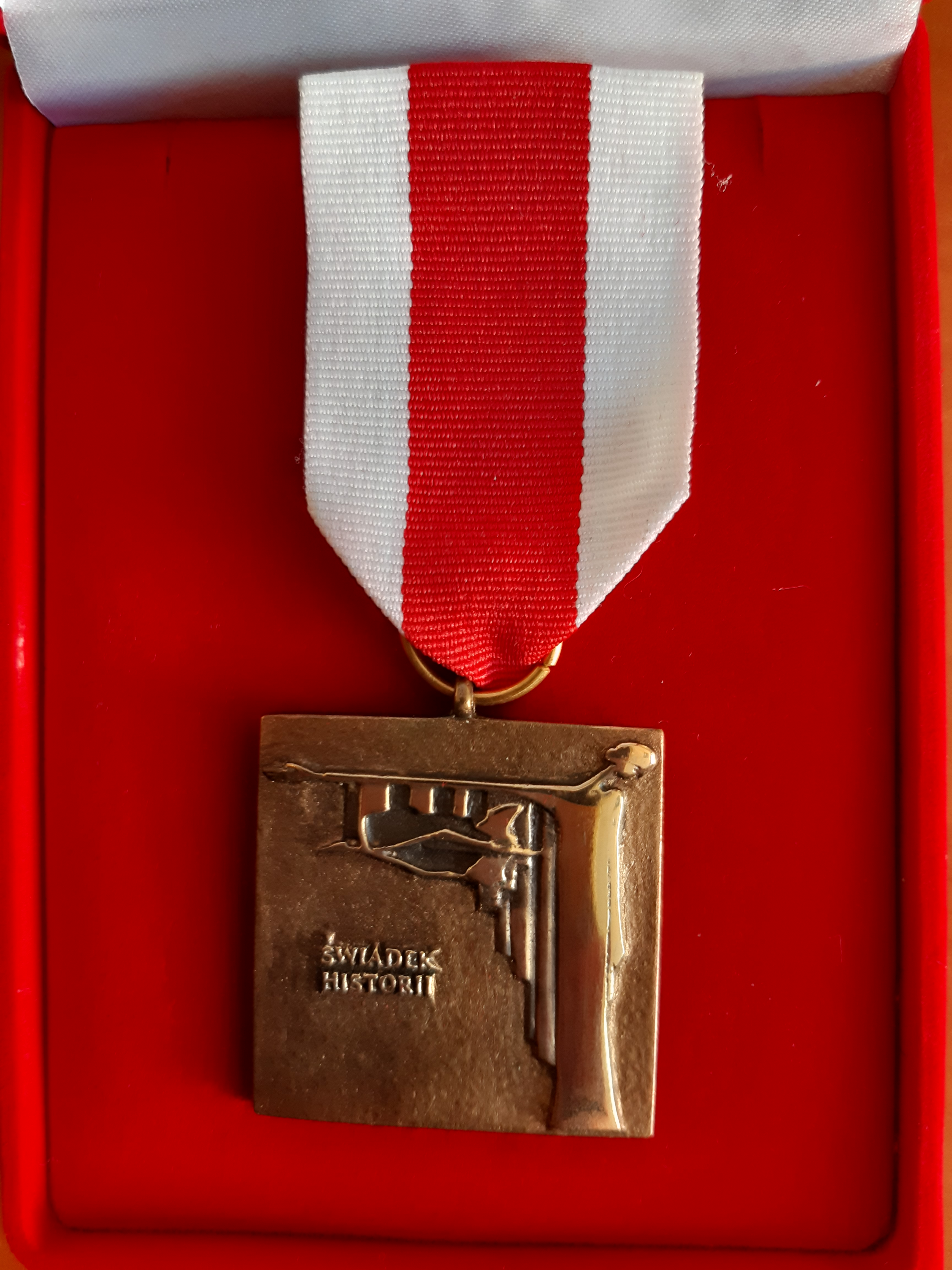
Nagroda Świadek Historii

## Budżet i zatrudnienie
Wydatki i dochody Instytutu Pamięci Narodowej są realizowane w części 13 budżetu państwa. Poniższe zestawienie prezentuje informacje o budżecie i zatrudnieniu w Instytucie Pamięci Narodowej w latach 2000–2020:
| Rok  | Budżet          | Wydatki     | Dochody   | Wykorzystanie budżetu | Zatrudnienie |
| ---- | --------------- | ----------- | --------- | --------------------- | ------------ |
| 2000 | 78 550 000      | 67 411 000  | 250 000   | 85,50%                | 145          |
| 2001 | 84 694 000      | 83 421 000  | 1 813 400 | 98,50%                | 649          |
| 2002 | 83 586 000      | 82 481 000  | 91 800    | 98,68%                | 1 189        |
| 2003 | 85 171 000      | 84 259 000  | 152 470   | 98,96%                | 1 175        |
| 2004 | 85 362 000      | 85 299 000  | 127 900   | 99,90%                | 1 185        |
| 2005 | 95 287 000      | 95 110 000  | 282 800   | 99,80%                | 1 209        |
| 2006 | 131 357 000     | 122 653 000 | 337 900   | 93,40%                | 1 364        |
| 2007 | 207 788 000     | 196 191 000 | 556 200   | 94,40%                | 1 779        |
| 2008 | 209 275 000     | 205 669 100 | 1 943 000 | 98,30%                | 2 109        |
| 2009 | 209 275 000     | 209 032 200 | 783 600   | 99,90%                | 2 056        |
| 2010 | 213 846 000     | 213 431 400 | 2 163 100 | 99,80%                | 2 070        |
| 2011 | 223 763 000     | 219 368 400 | 2 642 900 | 98%                   | 2 119        |
| 2012 | 225 291 000     | 223 109 100 | 3 014 100 | 99%                   | 2 105        |
| 2013 | 245 455 000     | 243 476 000 | 3 319 000 | 99,30%                | 2 093        |
| 2014 | 247 351 000     | 244 083 000 | 2 687 000 | 98,70%                | 2 061        |
| 2015 | 249 090 000     | 248 186 000 | 2 640 000 | 99,60%                | 2 068        |
| 2016 | 269 141 000     | 266 787 00  | 2 599 000 | 99,10%                | 2 067        |
| 2017 | 289 141 000     | 282 249 000 | 2 639 000 | 97,60%                | 2 344        |
| 2018 | 363 288 000     | 341 561 000 | 2 463 000 | 94%                   | 2 463        |
| 2019 | 344 157 000     | 340 560 000 | 3 535 000 | 99%                   | 2 486        |
| 2020 | 398 526 000     | 393 776 000 | 2 584 000 | 98,80%                | 2 541        |
| 2021 | 379 474 000     | 375 813 000 | 2 188 000 | 99%                   | 2 486        |
| 2022 | 435 908 000     | 434 204 000 | 2 985 000 | 99,6%                 | 2 473        |
| 2023 | 544 919 000     | 538 765 000 | 3 741 000 | 98,9%                 | 2 493        |
| 2024 | ok. 582 000 000 | -           | -         | -                     | -            |
| 2025 | 583 004 000     | -           | -         | -                     | -            |

Przeciętne średnie miesięczne wynagrodzenie w 2023 r. wyniosło w centrali 7947 brutto a w oddziałach – 6552 zł brutto.

## Krytyka i kontrowersje
- profesor Jerzy Wiatr oraz profesor Bronisław Łagowski poddali krytyce tendencyjną ich zdaniem działalność Instytutu Pamięci Narodowej oraz wykorzystywanie aparatu rządowego dla propagowania polityki i ideologii stronnictw prawicowych. Według nich rozgałęzione w całym kraju Biuro Edukacji Publicznej „zostało jednolicie dobrane spośród osób o poglądach prawicowych, a nawet skrajnie prawicowych, lansujących jaskiniową wersję antykomunizmu”, pełniąc według profesora Łagowskiego rolę „ponurej policji myśli”. Zdaniem kierującego od 1958 do 1968 Katedrą Socjologiczną Wojskowej Akademii Politycznej im. Feliksa Dzierżyńskiego profesora Jerzego Wiatra „w Polsce nastąpiło niedopuszczalne wprzęgnięcie instrumentów władzy do kształtowania świadomości historycznej w sposób jednostronny apologetyzujące przeszłość ruchów i polityków prawicowych”[77]

- kontrowersje pojawiły się m.in. wokół rekomendacji na Prezesa Instytutu Pamięci Narodowej na II kadencję. Po ogłoszeniu drugiego konkursu 5 lipca 2005 „Rzeczpospolita” podała informację, jakoby w oddziale Instytutu Pamięci Narodowej w Krakowie znaleziono dokument nieujawnionych autorów obciążający głównego kandydata Andrzeja Przewoźnika jako agenta Służby Bezpieczeństwa. Według opisywanego dokumentu miał on rzekomo donosić na współpracowników ze Stowarzyszenia PAX. W reakcji na tę wiadomość przewodniczący kolegium Instytutu Pamięci Narodowej Sławomir Radoń stwierdził, że Andrzej Przewoźnik nie może już być kandydatem na stanowisko prezesa Instytutu Pamięci Narodowej[78]. W głosowaniu Andrzej Przewoźnik nie został dopuszczony do dalszego etapu konkursu[79]. Kolegium 21 września 2005 zarekomendowało Sejmowi kandydaturę Janusza Kurtyki. Wkrótce okazało się, że dokument dotyczący rzekomych związków Andrzeja Przewoźnika ze Służbą Bezpieczeństwa ujawnił Zbigniew Fijak[80], a zgodę na udostępnienie mu akt krakowski IPN (kierowany przez Janusza Kurtykę) wydał w 2005 – miesiąc po deklaracji Andrzeja Przewoźnika o starcie w konkursie. Według Janusza Kurtyki zgodę tę wydano w grudniu 2004, zaś Zbigniew Fijak zgłosił się dopiero w czerwcu 2005 i otrzymał wówczas decyzję wyrażającą zgodę na wykorzystanie dokumentów, o które zwracał się kilka miesięcy wcześniej. 29 listopada 2005 sąd lustracyjny oczyścił Andrzeja Przewoźnika z zarzutów współpracy ze służbami specjalnymi Polskiej Rzeczypospolitej Ludowej[81]. Ostatecznie mimo kontrowersji związanych z konkursem i dotyczących Janusza Kurtyki[82] w grudniu 2005 został on wybrany na Prezesa IPN

- we wrześniu 2007 dwóch działaczy na rzecz społeczności LGBT – Szymon Niemiec i Jacek Adler – złożyło do IPN wniosek o ściganie gen. Czesława Kiszczaka za wydanie rozkazu rozpoczęcia „Akcji Hiacynt”[83]. 15 lutego 2008 IPN wydał oświadczenie[84], w którym stwierdził, iż Akcja „Hiacynt” przeciw gejom była według nich legalna i nie doszło do naruszenia niczyich praw. Odmówiono wszczęcia postępowania uzasadniając: […] czynności przeprowadzone w ramach tej operacji związane były z ustawowymi zadaniami ówczesnej MO, określonymi w ustawie o powołaniu tej służby, do obowiązków której należała m.in. ochrona porządku i bezpieczeństwa, wykrywanie przestępstw, ściganie sprawców i przeciwdziałanie przestępczości. Jak wynika z ustaleń sprawy operacja „Hiacynt” miała charakter prewencyjny, jej celem było rozpoznanie zagrożeń kryminalnych w hermetycznych środowiskach osób homoseksualnych i w konsekwencji zapobieganie i zwalczanie przestępczości. Z powyższego powodu działaniom przedsięwziętym przez funkcjonariuszy MO nie sposób przypisać cech bezprawności[85]. Decyzja oraz samo oświadczenie IPN zostały skrytykowane na łamach portali LGBT. Instytutowi zarzucono kierowanie się politycznymi pobudkami i obyczajowymi stereotypami i celowym działaniem mającym na celu wybielenie Milicji Obywatelskiej[85][86]

- 15 listopada 2008 r. Krajowa Rada Żołnierzy Armii Ludowej opublikowała List otwarty do Prezydenta, Premiera, Senatu i Sejmu RP. W liście tym zarzucono m.in. Instytutowi Pamięci Narodowej głoszenie kłamliwych ocen lewicowego ruchu oporu oraz rugowanie z życia publicznego nazw ulic, placów, pomników upamiętniających antyfaszystowski ruch oporu[87][88]

- w 2018 na koncie IPN na Facebooku, z okazji rocznicy urodzin Wacława Kostki-Biernackiego, twórcy i nadzorcy Miejsca Odosobnienia w Berezie Kartuskiej został opublikowany post, który został uznany przez Polsat News za formę jego „uczczenia”[89]

- w 2018 roku oburzenie wśród części mieszkańców Jaworzna i środowisk lewicowych wywołała podjęta po konsultacjach z IPN przez Radę Miasta Jaworzna decyzja o usunięciu pomnika ku czci poległego w 1943 r. partyzanta Gwardii Ludowej WRN Jana Martyniaka. Zgodnie ze stanowiskiem Instytutu Pamięci Narodowej pomnik ten był niezgodny z art. 5a ust. 1 ustawy z dnia 1 kwietnia 2016 roku o zakazie propagowania komunizmu lub innego ustroju totalitarnego. W opinii środowisk lewicowych oddział Instytutu Pamięci Narodowej w Katowicach nie podjął się rozróżnienia Gwardii Ludowej PPS od formacji o tej samej nazwie powołanej przez PPR[90][91]
- Instytut Pamięci Narodowej uznał Dąbrowszczaków za organizację walczącą o „budowę stalinowskiego państwa” i służącą „zbrodniczej ideologii komunistycznej” oraz wydał opinię, w myśl której należy zmienić nazwy ulic noszących imię Dąbrowszczaków[92][93]. Decyzja ta spotkała się z oporem wśród części społeczeństwa[94][95].

- w lutym 2021 IPN powołał na stanowisko Dyrektora Oddziału we Wrocławiu Tomasza Greniucha – przedstawiciela skrajnej prawicy, który publicznie wykonywał tzw. salut rzymski (utożsamiany często z nazistowskim pozdrowieniem Heil Hitler) oraz odwoływał się do twórczości belgijskiego faszysty Léona Degrelle’a, współorganizował antysemickie wydarzenia (uczczenie rocznicy tzw. „wyprawy myślenickiej”). Sam Greniuch usprawiedliwia swoje postępowanie „młodzieńczą brawurą”, a w wydanej w 2013 roku publikacji Droga Nacjonalisty tłumaczył, że gest wyciągniętej dłoni wcale nie jest nazistowskim pozdrowieniem, ale „rzymskim salutem”, „pozdrowieniem aryjskiej Europy”, „wzniesioną ku słońcu prawicą”[96][97]. IPN, odnosząc się do zastrzeżeń wobec postawy Greniucha, wydał oświadczenie, że Greniuch jest dobrym organizatorem i solidnym pracownikiem i w pełni zasługuje na to, by zarządzać oddziałem IPN we Wrocławiu, zajmując się historią Polski[98]. Zarówno zachowanie Greniucha, jak i oficjalne stanowisko, które w jego sprawie zajął IPN, wywołały falę społecznej krytyki[99]. Oświadczenie w tej sprawie wydała ambasada Izraela. „Z zdziwieniem przyjęliśmy informację, że nowy dyrektor Oddziału IPN we Wrocławiu pan Tomasz Greniuch nie widzi nic złego we wznoszeniu ręki w nazistowskim pozdrowieniu. W Polsce, w kraju, który tak wiele wycierpiał pod okupacją hitlerowską, nie powinno być miejsca dla używania nazistowskich symboli. Pozostaje nam zachęcić pana Tomasza Greniucha do odwiedzenia Muzeum Auschwitz, którego misją jest przypominanie całemu światu o niebezpieczeństwach nazistowskiej ideologii”[100]. O szybką zmianę stanowiska IPN-u w sprawie Greniucha zaapelował wiceminister spraw wewnętrznych Maciej Wąsik, stwierdzając, że: „Nie ma miejsca dla hailujących idiotów w naszej przestrzeni publicznej.”[101]. W podobnym tonie wypowiedział się wicepremier Jacek Sasin, stwierdzając, że: „W IPN nie powinno być miejsca dla ludzi, którzy hajlowali. To oczywiste. Im szybciej ta sprawa zostanie zamknięta dymisją, tym lepiej dla Polski.”[102]. Według dyrektora Muzeum Auschwitz-Birkenau Piotra Cywińskiego nominacja Greniucha to „skandal i kompletna kompromitacja IPN-u”. Jego zdaniem, mamy, nie tylko w Polsce, „pewną tendencję bagatelizacji zła”[103]. Głos w sprawie nominacji Greniucha zabrał także prezydent Andrzej Duda, przekazując prezesowi i kolegium IPN stanowisko, że: „Dyrektorem w IPN może być wyłącznie osoba o nieposzlakowanej opinii”[104]. Pod wpływem społecznych nacisków Greniuch złożył dymisję 22 lutego 2021[105]. Sam prezes IPN Jarosław Szarek nie rozważał swojej dymisji, nie poczuwając się do odpowiedzialności za zatrudnienie i awansowanie Greniucha[potrzebny przypis]

- 24 listopada 2023 r. pion śledczy IPN w Rzeszowie umorzył śledztwo w sprawie przymusowych przesiedleń ludności w ramach akcji „Wisła” oświadczając, że miała ona charakter prewencyjny i ochronny wobec ludności ukraińskiej. Decyzja ta spotkała się z dezaprobatą środowisk ukraińskich w Polsce i niektórych polskich naukowców według których oświadczenie IPN stoi w sprzeczności z prawem i z aktualną wiedzą oraz stanem badań na temat akcji „Wisła”[106][107][108][109][110]. 17 lipca 2024 r. Sąd Okręgowy w Warszawie uchylił postanowienie o umorzeniu tego śledztwa i przekazał sprawę Oddziałowej Komisji Ścigania Zbrodni przeciwko Narodowi Polskiemu w Rzeszowie do dalszego prowadzenia[111].